# Список астероїдів (18901—19000)
| Назва                              | Тимчасове позначення | Дата відкриття | Місце відкриття                         | Відкривач                               |
| ---------------------------------- | -------------------- | -------------- | --------------------------------------- | --------------------------------------- |
| (18901) 2000 MR5                   | 2000 MR5             | 24 червня 2000 | Сокорро (Нью-Мексико)                   | LINEAR                                  |
| (18902) 2000 NN5                   | 2000 NN5             | 7 липня 2000   | Сокорро (Нью-Мексико)                   | LINEAR                                  |
| 18903 Мацуура (Matsuura)           | 2000 ND29            | 10 липня 2000  | Станція JCPM Саппоро                    | Кадзуро Ватанабе                        |
| (18904) 2000 OY8                   | 2000 OY8             | 31 липня 2000  | Сокорро (Нью-Мексико)                   | LINEAR                                  |
| 18905 Вейгань (Weigan)             | 2000 OF10            | 23 липня 2000  | Сокорро (Нью-Мексико)                   | LINEAR                                  |
| (18906) 2000 OJ19                  | 2000 OJ19            | 29 липня 2000  | Сокорро (Нью-Мексико)                   | LINEAR                                  |
| 18907 Кевінклейтор (Kevinclaytor)  | 2000 OW20            | 31 липня 2000  | Сокорро (Нью-Мексико)                   | LINEAR                                  |
| (18908) 2000 OC21                  | 2000 OC21            | 31 липня 2000  | Сокорро (Нью-Мексико)                   | LINEAR                                  |
| (18909) 2000 OE21                  | 2000 OE21            | 31 липня 2000  | Сокорро (Нью-Мексико)                   | LINEAR                                  |
| 18910 Ноланрейс (Nolanreis)        | 2000 OR22            | 31 липня 2000  | Сокорро (Нью-Мексико)                   | LINEAR                                  |
| (18911) 2000 OY31                  | 2000 OY31            | 30 липня 2000  | Сокорро (Нью-Мексико)                   | LINEAR                                  |
| 18912 Кауфман (Kayfurman)          | 2000 OM32            | 30 липня 2000  | Сокорро (Нью-Мексико)                   | LINEAR                                  |
| (18913) 2000 OU32                  | 2000 OU32            | 30 липня 2000  | Сокорро (Нью-Мексико)                   | LINEAR                                  |
| (18914) 2000 OT35                  | 2000 OT35            | 31 липня 2000  | Сокорро (Нью-Мексико)                   | LINEAR                                  |
| (18915) 2000 OR38                  | 2000 OR38            | 30 липня 2000  | Сокорро (Нью-Мексико)                   | LINEAR                                  |
| (18916) 2000 OG44                  | 2000 OG44            | 30 липня 2000  | Сокорро (Нью-Мексико)                   | LINEAR                                  |
| (18917) 2000 OG48                  | 2000 OG48            | 31 липня 2000  | Сокорро (Нью-Мексико)                   | LINEAR                                  |
| 18918 Нішашах (Nishashah)          | 2000 OB50            | 31 липня 2000  | Сокорро (Нью-Мексико)                   | LINEAR                                  |
| (18919) 2000 OJ52                  | 2000 OJ52            | 31 липня 2000  | Сокорро (Нью-Мексико)                   | LINEAR                                  |
| (18920) 2000 OU52                  | 2000 OU52            | 31 липня 2000  | Сокорро (Нью-Мексико)                   | LINEAR                                  |
| (18921) 2000 PT7                   | 2000 PT7             | 2 серпня 2000  | Сокорро (Нью-Мексико)                   | LINEAR                                  |
| (18922) 2000 PU12                  | 2000 PU12            | 8 серпня 2000  | Сокорро (Нью-Мексико)                   | LINEAR                                  |
| 18923 Дженіферсасс (Jennifersass)  | 2000 PC23            | 2 серпня 2000  | Сокорро (Нью-Мексико)                   | LINEAR                                  |
| 18924 Вінджамурі (Vinjamoori)      | 2000 PV24            | 3 серпня 2000  | Сокорро (Нью-Мексико)                   | LINEAR                                  |
| (18925) 2000 PY25                  | 2000 PY25            | 4 серпня 2000  | Обсерваторія Галеакала                  | NEAT                                    |
| (18926) 2000 PO26                  | 2000 PO26            | 5 серпня 2000  | Обсерваторія Галеакала                  | NEAT                                    |
| (18927) 2000 PQ26                  | 2000 PQ26            | 5 серпня 2000  | Обсерваторія Галеакала                  | NEAT                                    |
| 18928 Понтремолі (Pontremoli)      | 2000 QH9             | 25 серпня 2000 | Астрономічна обсерваторія Монте-Візеджі | Астрономічна обсерваторія Монте-Візеджі |
| (18929) 2000 QU25                  | 2000 QU25            | 26 серпня 2000 | Сокорро (Нью-Мексико)                   | LINEAR                                  |
| 18930 Атрея (Athreya)              | 2000 QW27            | 24 серпня 2000 | Сокорро (Нью-Мексико)                   | LINEAR                                  |
| (18931) 2000 QX31                  | 2000 QX31            | 26 серпня 2000 | Сокорро (Нью-Мексико)                   | LINEAR                                  |
| 18932 Робінгуд (Robinhood)         | 2000 QH35            | 28 серпня 2000 | Обсерваторія Ріді-Крик                  | Джон Бротон                             |
| (18933) 2000 QW36                  | 2000 QW36            | 24 серпня 2000 | Сокорро (Нью-Мексико)                   | LINEAR                                  |
| (18934) 2000 QY36                  | 2000 QY36            | 24 серпня 2000 | Сокорро (Нью-Мексико)                   | LINEAR                                  |
| 18935 Альфандмедіна (Alfandmedina) | 2000 QE37            | 24 серпня 2000 | Сокорро (Нью-Мексико)                   | LINEAR                                  |
| (18936) 2000 QA42                  | 2000 QA42            | 24 серпня 2000 | Сокорро (Нью-Мексико)                   | LINEAR                                  |
| (18937) 2000 QF42                  | 2000 QF42            | 24 серпня 2000 | Сокорро (Нью-Мексико)                   | LINEAR                                  |
| 18938 Зарабес (Zarabeth)           | 2000 QU44            | 24 серпня 2000 | Сокорро (Нью-Мексико)                   | LINEAR                                  |
| 18939 Саріансель (Sariancel)       | 2000 QZ48            | 24 серпня 2000 | Сокорро (Нью-Мексико)                   | LINEAR                                  |
| (18940) 2000 QV49                  | 2000 QV49            | 24 серпня 2000 | Сокорро (Нью-Мексико)                   | LINEAR                                  |
| (18941) 2000 QX50                  | 2000 QX50            | 24 серпня 2000 | Сокорро (Нью-Мексико)                   | LINEAR                                  |
| (18942) 2000 QE54                  | 2000 QE54            | 25 серпня 2000 | Сокорро (Нью-Мексико)                   | LINEAR                                  |
| 18943 Елайспонтон (Elaisponton)    | 2000 QA55            | 25 серпня 2000 | Сокорро (Нью-Мексико)                   | LINEAR                                  |
| 18944 Совілльямс (Sawilliams)      | 2000 QG61            | 28 серпня 2000 | Сокорро (Нью-Мексико)                   | LINEAR                                  |
| (18945) 2000 QH71                  | 2000 QH71            | 24 серпня 2000 | Сокорро (Нью-Мексико)                   | LINEAR                                  |
| 18946 Массар (Massar)              | 2000 QM75            | 24 серпня 2000 | Сокорро (Нью-Мексико)                   | LINEAR                                  |
| 18947 Сіндіфултон (Cindyfulton)    | 2000 QV76            | 24 серпня 2000 | Сокорро (Нью-Мексико)                   | LINEAR                                  |
| 18948 Гінкле (Hinkle)              | 2000 QT79            | 24 серпня 2000 | Сокорро (Нью-Мексико)                   | LINEAR                                  |
| 18949 Тюманенґ (Tumaneng)          | 2000 QX85            | 25 серпня 2000 | Сокорро (Нью-Мексико)                   | LINEAR                                  |
| 18950 Маракесслер (Marakessler)    | 2000 QX95            | 26 серпня 2000 | Сокорро (Нью-Мексико)                   | LINEAR                                  |
| (18951) 2000 QQ98                  | 2000 QQ98            | 28 серпня 2000 | Сокорро (Нью-Мексико)                   | LINEAR                                  |
| (18952) 2000 QF105                 | 2000 QF105           | 28 серпня 2000 | Сокорро (Нью-Мексико)                   | LINEAR                                  |
| 18953 Лоренсміт (Laurensmith)      | 2000 QR114           | 24 серпня 2000 | Сокорро (Нью-Мексико)                   | LINEAR                                  |
| 18954 Сарабаундс (Sarahbounds)     | 2000 QT119           | 25 серпня 2000 | Сокорро (Нью-Мексико)                   | LINEAR                                  |
| (18955) 2000 QY122                 | 2000 QY122           | 25 серпня 2000 | Сокорро (Нью-Мексико)                   | LINEAR                                  |
| 18956 Джесікарнольд (Jessicarnold) | 2000 QK126           | 31 серпня 2000 | Сокорро (Нью-Мексико)                   | LINEAR                                  |
| 18957 Міякобсен (Mijacobsen)       | 2000 QE128           | 24 серпня 2000 | Сокорро (Нью-Мексико)                   | LINEAR                                  |
| (18958) 2000 QL128                 | 2000 QL128           | 24 серпня 2000 | Сокорро (Нью-Мексико)                   | LINEAR                                  |
| (18959) 2000 QG129                 | 2000 QG129           | 31 серпня 2000 | Сокорро (Нью-Мексико)                   | LINEAR                                  |
| (18960) 2000 QE130                 | 2000 QE130           | 31 серпня 2000 | Сокорро (Нью-Мексико)                   | LINEAR                                  |
| 18961 Гампфрімен (Hampfreeman)     | 2000 QR140           | 31 серпня 2000 | Сокорро (Нью-Мексико)                   | LINEAR                                  |
| (18962) 2000 QV140                 | 2000 QV140           | 31 серпня 2000 | Сокорро (Нью-Мексико)                   | LINEAR                                  |
| (18963) 2000 QB141                 | 2000 QB141           | 31 серпня 2000 | Сокорро (Нью-Мексико)                   | LINEAR                                  |
| 18964 Фейргарст (Fairhurst)        | 2000 QJ142           | 31 серпня 2000 | Сокорро (Нью-Мексико)                   | LINEAR                                  |
| 18965 Лезенбі (Lazenby)            | 2000 QR142           | 31 серпня 2000 | Сокорро (Нью-Мексико)                   | LINEAR                                  |
| (18966) 2000 QO145                 | 2000 QO145           | 31 серпня 2000 | Сокорро (Нью-Мексико)                   | LINEAR                                  |
| (18967) 2000 QP151                 | 2000 QP151           | 25 серпня 2000 | Сокорро (Нью-Мексико)                   | LINEAR                                  |
| (18968) 2000 QX152                 | 2000 QX152           | 29 серпня 2000 | Сокорро (Нью-Мексико)                   | LINEAR                                  |
| 18969 Валфройдман (Valfriedmann)   | 2000 QY152           | 29 серпня 2000 | Сокорро (Нью-Мексико)                   | LINEAR                                  |
| 18970 Дженігарпер (Jenniharper)    | 2000 QU168           | 31 серпня 2000 | Сокорро (Нью-Мексико)                   | LINEAR                                  |
| (18971) 2000 QY177                 | 2000 QY177           | 31 серпня 2000 | Сокорро (Нью-Мексико)                   | LINEAR                                  |
| (18972) 2000 QD190                 | 2000 QD190           | 26 серпня 2000 | Сокорро (Нью-Мексико)                   | LINEAR                                  |
| 18973 Кроуч (Crouch)               | 2000 QJ193           | 29 серпня 2000 | Сокорро (Нью-Мексико)                   | LINEAR                                  |
| 18974 Брунґардт (Brungardt)        | 2000 QX195           | 28 серпня 2000 | Сокорро (Нью-Мексико)                   | LINEAR                                  |
| (18975) 2000 QZ200                 | 2000 QZ200           | 29 серпня 2000 | Сокорро (Нью-Мексико)                   | LINEAR                                  |
| 18976 Кунілравал (Kunilraval)      | 2000 QH206           | 31 серпня 2000 | Сокорро (Нью-Мексико)                   | LINEAR                                  |
| (18977) 2000 QK217                 | 2000 QK217           | 31 серпня 2000 | Сокорро (Нью-Мексико)                   | LINEAR                                  |
| (18978) 2000 QH232                 | 2000 QH232           | 31 серпня 2000 | Сокорро (Нью-Мексико)                   | LINEAR                                  |
| 18979 Генріфонг (Henryfong)        | 2000 RC2             | 1 вересня 2000 | Сокорро (Нью-Мексико)                   | LINEAR                                  |
| 18980 Йоханнатан (Johannatang)     | 2000 RY2             | 1 вересня 2000 | Сокорро (Нью-Мексико)                   | LINEAR                                  |
| (18981) 2000 RT3                   | 2000 RT3             | 1 вересня 2000 | Сокорро (Нью-Мексико)                   | LINEAR                                  |
| (18982) 2000 RH5                   | 2000 RH5             | 1 вересня 2000 | Сокорро (Нью-Мексико)                   | LINEAR                                  |
| 18983 Аллентран (Allentran)        | 2000 RG6             | 1 вересня 2000 | Сокорро (Нью-Мексико)                   | LINEAR                                  |
| 18984 Олат (Olathe)                | 2000 RA8             | 2 вересня 2000 | Олате                                   | Л. Робінсон                             |
| (18985) 2000 RR21                  | 2000 RR21            | 1 вересня 2000 | Сокорро (Нью-Мексико)                   | LINEAR                                  |
| (18986) 2000 RF22                  | 2000 RF22            | 1 вересня 2000 | Сокорро (Нью-Мексико)                   | LINEAR                                  |
| 18987 Ірані (Irani)                | 2000 RU23            | 1 вересня 2000 | Сокорро (Нью-Мексико)                   | LINEAR                                  |
| (18988) 2000 RB24                  | 2000 RB24            | 1 вересня 2000 | Сокорро (Нью-Мексико)                   | LINEAR                                  |
| (18989) 2000 RV26                  | 2000 RV26            | 1 вересня 2000 | Сокорро (Нью-Мексико)                   | LINEAR                                  |
| (18990) 2000 RW31                  | 2000 RW31            | 1 вересня 2000 | Сокорро (Нью-Мексико)                   | LINEAR                                  |
| 18991 Тоніванов (Tonivanov)        | 2000 RD35            | 1 вересня 2000 | Сокорро (Нью-Мексико)                   | LINEAR                                  |
| 18992 Кетгарвард (Katharvard)      | 2000 RK40            | 3 вересня 2000 | Сокорро (Нью-Мексико)                   | LINEAR                                  |
| (18993) 2000 RB43                  | 2000 RB43            | 3 вересня 2000 | Сокорро (Нью-Мексико)                   | LINEAR                                  |
| 18994 Нганнґуєн (Nhannguyen)       | 2000 RO50            | 5 вересня 2000 | Сокорро (Нью-Мексико)                   | LINEAR                                  |
| (18995) 2000 RF53                  | 2000 RF53            | 5 вересня 2000 | Вішнянська обсерваторія                 | Корадо Корлевіч                         |
| 18996 Torasan                      | 2000 RR53            | 4 вересня 2000 | Станція JCPM Саппоро                    | Кадзуро Ватанабе                        |
| 18997 Мізрахі (Mizrahi)            | 2000 RG54            | 1 вересня 2000 | Сокорро (Нью-Мексико)                   | LINEAR                                  |
| (18998) 2000 RH55                  | 2000 RH55            | 3 вересня 2000 | Сокорро (Нью-Мексико)                   | LINEAR                                  |
| (18999) 2000 RC60                  | 2000 RC60            | 8 вересня 2000 | Вішнянська обсерваторія                 | Корадо Корлевіч                         |
| (19000) 2000 RM60                  | 2000 RM60            | 3 вересня 2000 | Сокорро (Нью-Мексико)                   | LINEAR                                  |

| ← Астероїди 10001—20000 → |             |             |             |             |             |             |             |             |             |
| 10001—10100               | 11001—11100 | 12001—12100 | 13001—13100 | 14001—14100 | 15001—15100 | 16001—16100 | 17001—17100 | 18001—18100 | 19001—19100 |
| 10101—10200               | 11101—11200 | 12101—12200 | 13101—13200 | 14101—14200 | 15101—15200 | 16101—16200 | 17101—17200 | 18101—18200 | 19101—19200 |
| 10201—10300               | 11201—11300 | 12201—12300 | 13201—13300 | 14201—14300 | 15201—15300 | 16201—16300 | 17201—17300 | 18201—18300 | 19201—19300 |
| 10301—10400               | 11301—11400 | 12301—12400 | 13301—13400 | 14301—14400 | 15301—15400 | 16301—16400 | 17301—17400 | 18301—18400 | 19301—19400 |
| 10401—10500               | 11401—11500 | 12401—12500 | 13401—13500 | 14401—14500 | 15401—15500 | 16401—16500 | 17401—17500 | 18401—18500 | 19401—19500 |
| 10501—10600               | 11501—11600 | 12501—12600 | 13501—13600 | 14501—14600 | 15501—15600 | 16501—16600 | 17501—17600 | 18501—18600 | 19501—19600 |
| 10601—10700               | 11601—11700 | 12601—12700 | 13601—13700 | 14601—14700 | 15601—15700 | 16601—16700 | 17601—17700 | 18601—18700 | 19601—19700 |
| 10701—10800               | 11701—11800 | 12701—12800 | 13701—13800 | 14701—14800 | 15701—15800 | 16701—16800 | 17701—17800 | 18701—18800 | 19701—19800 |
| 10801—10900               | 11801—11900 | 12801—12900 | 13801—13900 | 14801—14900 | 15801—15900 | 16801—16900 | 17801—17900 | 18801—18900 | 19801—19900 |
| 10901—11000               | 11901—12000 | 12901—13000 | 13901—14000 | 14901—15000 | 15901—16000 | 16901—17000 | 17901—18000 | 18901—19000 | 19901—20000 |